# Karlstejnia rusekiana
Karlstejnia rusekiana is een springstaartensoort uit de familie van de Tullbergiidae. De wetenschappelijke naam van de soort is voor het eerst geldig gepubliceerd in 1983 door Weiner.